# 안드레스 데 우르다네타
안드레스 데 우르다네타(스페인어: Andrés de Urdaneta, 1498년 11월 30일 ~ 1568년 6월 3일)는 스페인의 탐험가이자 아우구스티노 수도회의 기독교 수도사로, 페르디난드 마젤란 이후 두 번째로 세계 일주를 한 사람이다.

## 같이 보기
- 마닐라 갈레온
- 북태평양 환류